# Walter Stein (Astronom)
Walter Stein (* 20. August 1904 in Altona; † 17. Januar 1993 in Bremen) war ein deutscher Astronom und Navigationslehrer.

## Biografie
Stein war der Sohn eines Lehrers. Er besuchte in Altona die Schule und das Gymnasium Allee und studierte Mathematik und Physik an der Universität Kiel. Er promovierte zum Dr. rer. nat. in Kiel. Danach wurde er Lehrer an den Seefahrtsschulen in Stettin und Altona. Von 1930 bis 1931 unternahm er zur Qualifizierung in den Bereichen Navigation und Meteorologie Ausbildungsreisen. Als Kap Hoornier umrundete er das berüchtigte Kap Hoorn mit einem Segelschiff. Dann unterrichtete er an der Seefahrtsschule Leer und in Stettin.
Nach dem Zweiten Weltkrieg lehrte er an der Seefahrtsschule Bremen. 1952 wurde er stellvertretender Oberseefahrtsschuldirektor. Auch nach der Pensionierung nahm er einen Lehrauftrag an der inzwischen umbenannten Hochschule für Nautik in Bremen wahr.
Als Astronom war er langjähriger Vorsitzender der Bremer Olbers-Gesellschaft und danach Ehrenvorsitzender. Er hielt im Olbers-Planetarium viele Vorträge zur Astronomie.
Stein war seit dem 1. Juli 1960 mit Hildegard Renate geb. Gümpel verheiratet. Die Eheschließung fand in Bremen-Mitte statt. Walter Stein starb am 17. Januar 1993 um 07:30 Uhr in seiner Wohnung in der Steinstraße 11 in Bremen im Alter von 88 Jahren.

## Ehrungen
Die Walter-Stein-Sternwarte, eine Volkssternwarte in Bremen, wurde nach ihm benannt.

## Werke
- Das kleine Sternenbuch, Delius Klasing Verlag, Bielefeld, 15. Aufl. 2015, ISBN 978-3-667-10361-1
- Astronomische Navigation, Delius Klasing Verlag, Bielefeld, 3. Aufl. 1974, ISBN 3-87412-095-3
- Navigation leicht gemacht, Delius Klasing Verlag, Bielefeld, 1972, ISBN 3-87412-064-3
- Mitherausgeber des Meldau-Steppes, Lehrbuch der Navigation, Arthur Geist Verlag, Bremen 1958